# Hans-Georg Steiner
Hans-Georg Steiner (* 21. November 1928 in Witten; † 14. Dezember 2004 in Bielefeld) war ein deutscher Mathematikdidaktiker, der Professor an der Universität Bielefeld war.

## Leben
Steiner, Sohn eines Gutsbesitzers, der im Zweiten Weltkrieg Flakhelfer war, studierte ab 1949 Mathematik und Physik an der Universität Münster mit dem 1. Staatsexamen 1955 und dem 2. Staatsexamen 1957. Danach war er bis 1959 Assistent von Heinrich Behnke, der 1951 das erste deutsche Universitäts-Seminar für Mathematikdidaktik an der Universität Münster gegründet hatte. Bei Behnke erhielt er auch international Kontakt zu führenden Mathematikdidaktikern (wie Hans Freudenthal) und wurde auf internationale Kongresse entsandt wie den ICM in Edinburgh 1958. Ab 1967 war er wissenschaftlicher Mitarbeiter für Mathematikdidaktik am Institut für Geometrie der Universität Karlsruhe bei Heinz Kunle, und 1969 wurde er bei Detlef Laugwitz an der Universität Darmstadt in Mathematik promoviert (Eine mathematische Theorie der Abstimmungsgremien). 1970 wurde er Professor für Mathematikdidaktik an der PH Bayreuth, 1973 dort Professor und (mit Michael Otte und Heinrich Bauersfeld) einer der Gründungsdirektoren des Instituts für Didaktik der Mathematik (IDM) an der Universität Bielefeld. 1993 wurde er emeritiert.
1966 war er Invited Speaker auf dem Internationalen Mathematikerkongress in Moskau (The role of axiomatics in mathematics teaching). Er war ab 1962 Mitglied des deutschen ICMI-Komitees (damals von Behnke geleitet) und 1975 bis 1978 Vizepräsident der ICMI. 1969 war er Mitgründer und Mitherausgeber des Zentralblatts für Didaktik der Mathematik (ZDM).
Steiner setzte sich für eine Internationalisierung der Mathematikdidaktik ein. Er hatte 1976 den Vorsitz des Internationalen Programmkomitees des ICME 3 (3. International Congress of Mathematics Education) in Karlsruhe und organisierte 1984 bis 1991 fünf Konferenzen "Theory of Mathematics Education" (TME).
Er befasste sich schon Ende der 1950er Jahre bei Behnke mit der Rolle der modernen Strukturmathematik à la Bourbaki (Neue Mathematik) und Anwendungen im Mathematikunterricht und führte Modellversuche für Mathematikunterricht an Berufsschulen und Kollegschulen in Nordrhein-Westfalen durch.

## Schriften
- Das mathematische Denken und die Schulmathematik: Aufsätze zur Didaktik der Mathematik, Vandenhoeck und Ruprecht 1988 (Hrsg. Hans-Joachim Vollrath)
- Hrsg.: Didaktik der Mathematik, Wege der Forschung, Wissenschaftliche Buchgesellschaft 1978
  - Darin: Zur Entwicklung der Didaktik der Mathematik
- Hrsg. mit Heinrich Winter: Mathematikdidaktik, Bildungsgeschichte, Wissenschaftsgeschichte, IDM: Untersuchungen zum Mathematikunterricht, Band 12 und 15, Aulis Verlag, 2 Bände, 1985, 1990 (Band 15 als alleiniger Hrsg.)
- Hrsg.: Mathematik - Philosophie - Bildung, IDM: Untersuchungen zum Mathematikunterricht 4, Aulis Verlag 1982
- Vorlesungen über Grundlagen und Aufbau der Geometrie in didaktischer Sicht, Münster: Aschendorff 1966, 2. Auflage 1975
- Hrsg.: Fragen des Geometrieunterrichts, IDM: Untersuchungen zum Mathematikunterricht 1, Aulis Verlag 1981
- Hrsg.: Grundfragen der Entwicklung mathematischer Fähigkeiten, IDM: Untersuchungen zum Mathematikunterricht 13, Aulis Verlag 1986
- Hrsg. mit H.-J. Vollrath: Neue problem- und praxisbezogene Forschungsansätze, IDM: Untersuchungen zum Mathematikunterricht 20, Aulis Verlag 1995

Einige Aufsätze:
- Das moderne mathematische Denken und die Schulmathematik, Der Mathematikunterricht, 5, 1959, 5–79
- Die Verbindung von Logik und Mathematik im mathematischen Unterricht, Mathematisch-Physikalische Semesterberichte, 9, 1962, 74–95
- Die Behandlung des Funktionsbegriffs in der höheren Schule, L'enseignement mathématique, 2e Série, 8, 1962, 62–92
- Explizite Verwendung der reellen Zahlen in der Axiomatisierung der Geometrie, Der Mathematikunterricht, 9, 1963, 66–87
- Frege und die Grundlagen der Geometrie, Mathematisch-Physikalische Semesterberichte, Teil 1, Band 10, 1963, 35–47, Teil 2, Band 10, 1965, 175–186
- Moderne begriffliche Methoden bei der Behandlung der komplexen Zahlen, Der Mathematikunterricht, 10, 1964, 5–35
- Elementare Beweise zum Fundamentalsatz der Algebra, Der Mathematikunterricht, 10, 1964, 60–93
- Wie steht es mit der Modernisierung unseres Mathematikunterrichts?, Mathematisch-Physikalische Semesterberichte, 11, 1965, 186–200
- Menge, Struktur, Abbildung als Leitbegriffe für den modernen mathematischen Unterricht, Der Mathematikunterricht, 11, 1965, 5–19